# 三條崙海水浴場
23°39′36″N 120°09′14″E / 23.660012°N 120.153865°E
三條崙海水浴場，是位於臺灣雲林縣四湖鄉三條崙、雲林、嘉義地區唯一的海水浴場，近三條崙海清宮。

## 經營

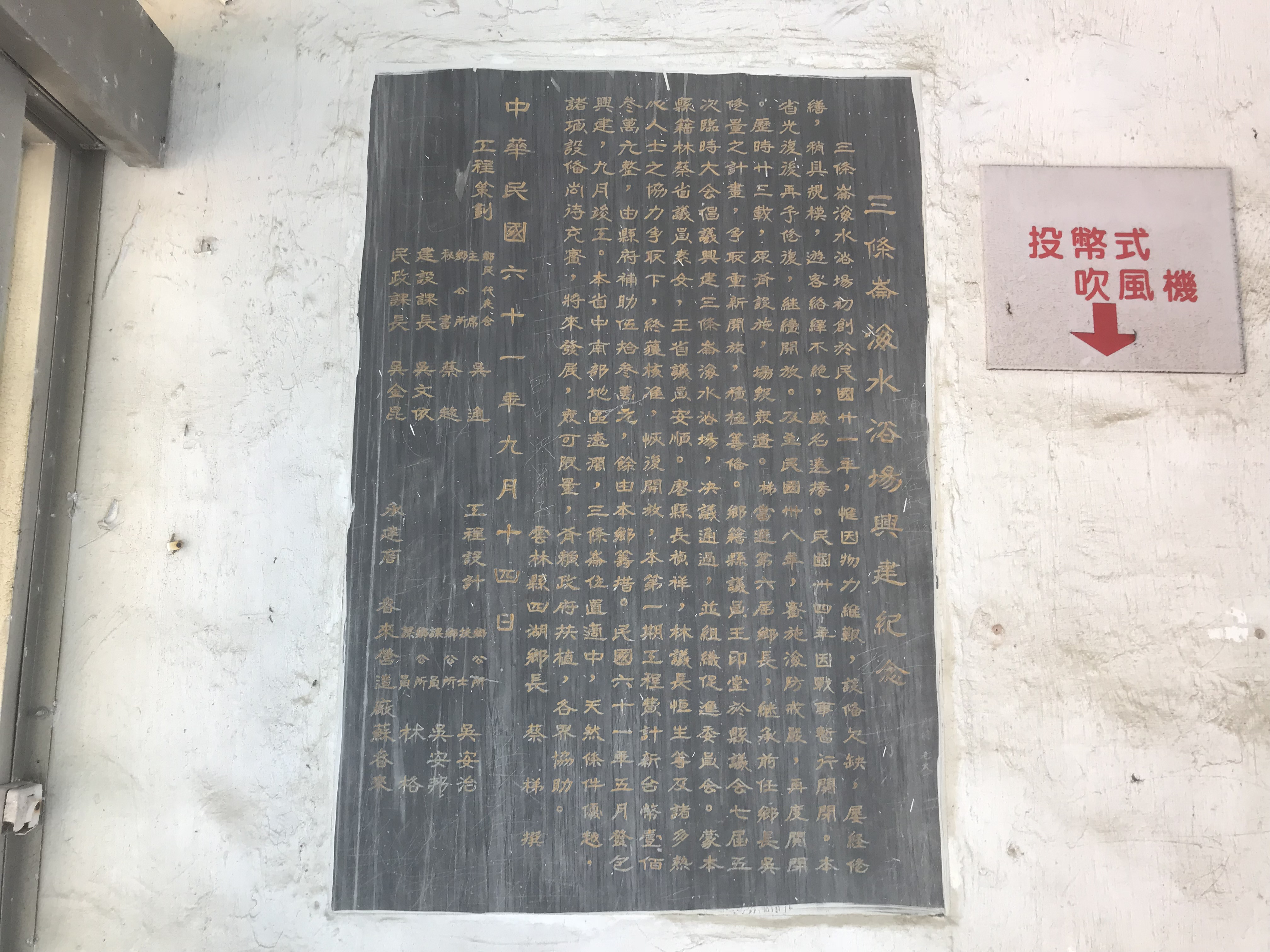
三條崙海水浴場興建紀念

1927年，由當年的四湖庄長吳哄奔走申請闢建此雲嘉地區唯一的海水浴場，建於今日的漁港棧橋南邊，由共榮會北港支會經營，有自動車接駁，1937年設備有：舊休憩所、亭子、新休憩所、食堂、浴室、賣店。以及鞦韆、溜滑梯，出租海濱大遮陽傘。1945年盟軍空襲，海水浴場被迫暫停開放。戰後1946年，北港區署籌措經費，將浴場設施修復，開放營業。
當時開放時還有北港糖廠的糖業鐵路作運輸。但1949年政府宣佈戒嚴，再度關閉。
1957年12月25日，陸軍特派員與雲林縣政府會勘後關閉的三條崙海水浴場後，表示若不影響海防則可開放。當時雲林縣長林金生說省主席周至柔有承諾會幫忙開放。
關閉近二十年來，日治時期的售票亭、浴室、廁所、販賣部等浴場設施，因沙灘不斷遭到波浪侵蝕，已與當時的海岸碉堡同樣沒入海中。因地方爭取重新開放，四湖鄉第六、七屆鄉長蔡梯，競選時遂將爭此列為一大政見，1968年3月1日就任鄉長後，親自帶領秘書、代表會主席、財政課長、建設課長等主管，到全臺灣各海水浴場考察，運用關係積極向有關單位爭取，如要警總、海防部隊讓出一段海防缺口、省林務局讓出海岸防風林地作為海水浴場設施用地，會勘歷經大小相關單位近七十個。
會勘通過後，1970年政府核准重新開放公文下來，陸續籌資興建，著手興建浴場大門、圍籬、售票亭及包括浴室、廁所、辦公室、販賣部、值夜室的濱海大樓。1972年3月重新開放，這時開放地點與日治時期並不相同，於漁港棧橋北側。
1980年3月17日，台灣省教育廳公佈全臺灣海水浴場聯合檢查成績，甲等有五座，而三條崙海水浴場被列為乙等的十三座之一。次年，記者敖智寧依據台灣省環境衛生實驗所，報導此海水浴場，四週環境尚佳，但各項設備仍應加強，環境應加強整理，污水排水系統應予規劃。
1982年6月22日，警備總部同意開放台灣本島與澎湖群島四十二處海岸管制區，於次年6月陸續實現，其中三條崙海水浴場管制區開放正面約四百公尺，縱深約八百公尺。觀光局規畫師倪執中表示，三條崙雖粗獷略顯凌亂，認為只要經過適當規畫整理，可成為西海岸重要的度假據點。1985年，雲林縣政府計畫以中央、省、縣三對等方式，用鄉貸款和鄉補助籌措七千四百多萬元經費場，將此地分三年整建為多樣性的遊憩據點，陸地部份將規畫為服務區、停車場、天然林區、旅館區、遊憩設施等，海域部份規畫為堤岸區、沙灘漫步區、沙灘戲水區、游泳區和釣魚區等區分。
1988年，在全臺灣被評價的海水浴場中，三條崙海水浴場是惟一被評為乙等的。次年行政院環保署為維護台灣沿岸海灘整潔推動的海鷗計畫，民間環保社團及大學教授針對廿五處海水浴場的初步評鑑工作，包括沙灘環境、垃圾處理及清掃人力執行狀況等，被列為十個績優單位之一。1991年5月1日，全臺灣第一座攔水壩式海上游泳池在此開幕，耗資八百萬元，佔地達五公頃。
2000年，地方政府為增加鄉庫收入，提前終止與彩藝育樂公司在2004年5月才到期的契約，收回自營。同時鄉公所編列一百萬元經費對浴場全面整修，將計畫興建渡假小木屋、游泳池及三溫暖，以能吸引更多遊客。
早年國內遊樂區不多，每逢暑假期間，此海水浴場人聲鼎沸，但大環境改變加上設施老舊，人潮不再。為讓三條崙海水浴場朝休閒度假村發展，中央政府補助三千兩百萬元，四湖鄉公所還興建雲林沿海地區第一座海上餐廳，推出四湖三條崙一日遊計畫，並將海水浴場至仔寮港為整個計畫路線。
四湖鄉公所於2017年展開規畫，與雲嘉南濱海國家風景區、縣政府共同合作，利用保存完整的濱海林相，計畫將此海水浴場規劃成充滿亞熱帶風情的森林海水浴場。

## 環境

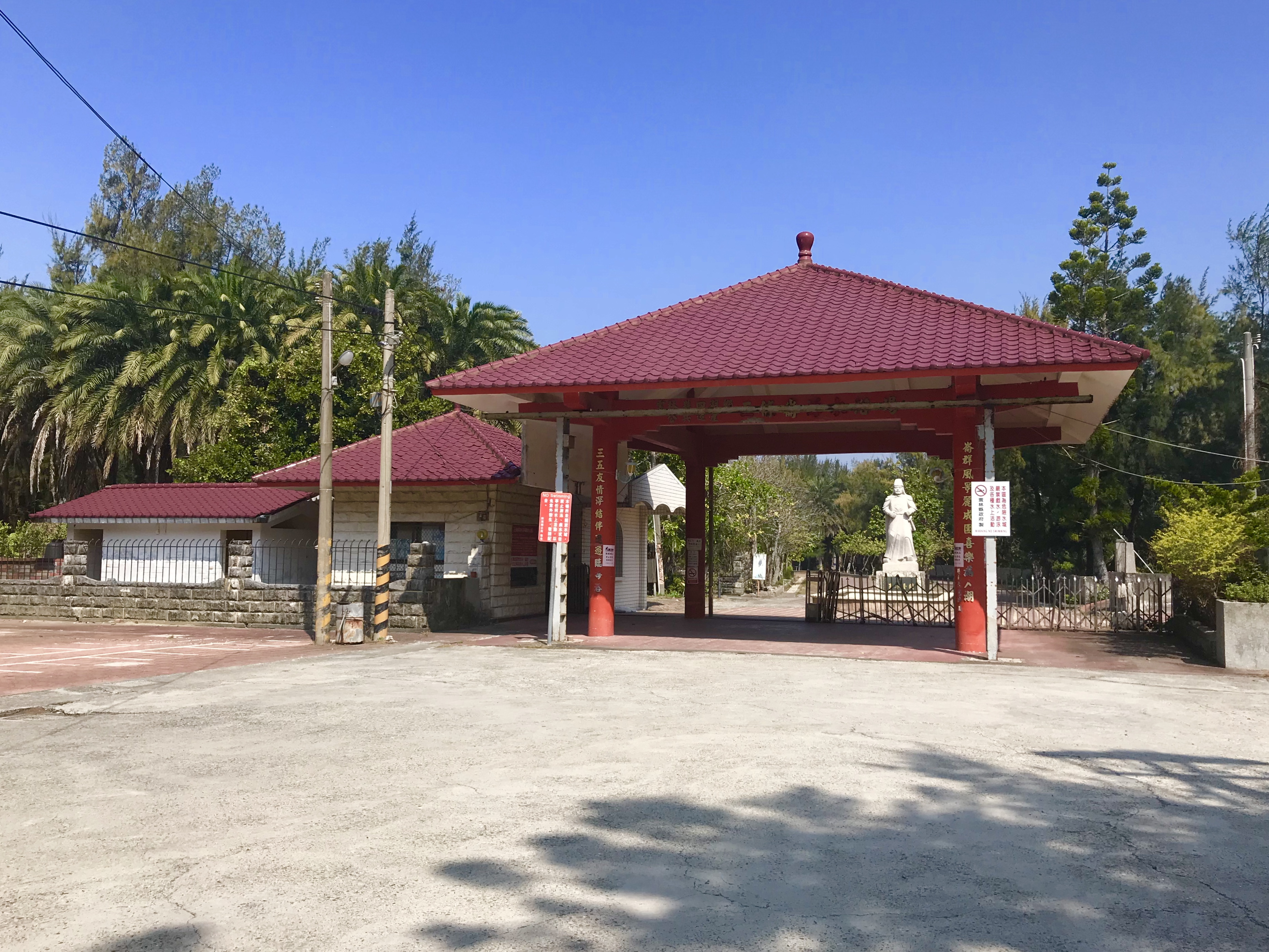
大門

三條崙海水浴場西臨三條崙碼頭，東有三條崙海清宮與漁業農園，南接箔仔寮漁港，區內有廣闊的森林。 防風林車道的自行車道貫穿其中。
海域邊緣則是插滿竹竿的蚵田，海水退潮時蚵架坦露無遺，嚴重破壞景觀，海水浴場又受到潮汐的影響，因此遊憩品質曾被認為相當低落。六輕工業區設置後，除濁水溪出海口淤積大量沙石而出現大片淺灘，其餘五十多公里雲林海岸侵蝕地形嚴重，造成三條崙水浴場也僅能依靠圍堤形成水域供遊客戲水，堤防外海灘已被海浪沖刷一空。
2011年10月末，浴場鄰近北側海堤連續兩天崩堤，在該月28日圍堤被海水沖斷，1座進水口閘門也被沖毀50公尺，海水滾滾進入村莊。

## 海難
日治時期，1939年7月13日，嘉義高等女學校（今嘉義女中）二百餘名師生到舊日地點的三條崙海水浴場遊玩，下午3點左右，學生下水游泳時，潮流突轉，造成數十名學生逃避不及而海面上載浮載沉，教師們立刻划竹筏救出七位學生，急救後僅四人存活，在學校老師與警察、地方搜救人員持續在大雨與大浪不斷襲擊的海面上搜尋時，接續發現了數名學生屍體。
此事造成共十三位女學生溺死。海清宮主任委員吳昆山回憶，當日天氣非常好，無任何跡象或警報。
此事震驚全臺灣，讓日本政府、民眾對校外教學、臨海教學的安全性進行反省，當時的校長新美省音辭職。該浴場不僅遊客大減，還被媒體冠上魔海之名，附近更是靈異現象頻傳，促使四湖庄民建醮祈福，普渡亡魂。